# Голо Брдо (Вировитица)
Голо Брдо је насељено место у саставу града Вировитице у Вировитичко-подравској жупанији, Република Хрватска.

## Историја
До територијалне реорганизације у Хрватској налазило се у саставу старе општине Вировитица.

## Становништво
На попису становништва 2011. године, Голо Брдо је имало 364 становника.

## Попис1991.
На попису становништва 1991. године, насељено место Голо Брдо је имало 361 становника, следећег националног састава:
| Попис 1991.‍  | Попис 1991.‍  | Попис 1991.‍ | Попис 1991.‍ | Попис 1991.‍ |
| ------------ | ------------ | ----------- | ----------- | ----------- |
|              |              |             |             |             |
| Хрвати       | Хрвати       |             | 340         | 94,18%      |
| Срби         | Срби         |             | 6           | 1,66%       |
| Роми         | Роми         |             | 5           | 1,38%       |
| Југословени  | Југословени  |             | 1           | 0,27%       |
| Словенци     | Словенци     |             | 1           | 0,27%       |
| Црногорци    | Црногорци    |             | 1           | 0,27%       |
| остали       | остали       |             | 1           | 0,27%       |
| неопредељени | неопредељени |             | 1           | 0,27%       |
| непознато    | непознато    |             | 5           | 1,38%       |
| укупно: 361  |              |             |             |             |